# Adrian Lulgjuraj
Adrian Lulgjuraj, Adrijan Ljuljđuraj, Адријан Љуљђурај en monténégrin, né à Ulcinj, située aujourd'hui au Monténégro, est un chanteur albano-monténégrin.

## Biographie
Le 22 décembre 2012, il est choisi lors de la finale nationale du Festivali I Këngës pour représenter l'Albanie au Concours Eurovision de la chanson 2013 à Malmö, en Suède avec la chanson Identitet (« Identité ») en duo avec le chanteur Bledar Sejko.